# Rheinhausen
Rheinhausen est une commune de Bade-Wurtemberg (Allemagne), située dans l'arrondissement d'Emmendingen, dans le district de Fribourg-en-Brisgau.

## Jumelages
- Wisła (Pologne) depuis 2006
- Wittisheim (France) depuis 2009
- Tannenberg (Saxe) (Allemagne)